# Марко Инсам
Марко Инсам (итал. Marco Insam — Селва, 5. јун 1989) професионални је италијански хокејаш на леду који игра на позицији крилног нападача. 
Као играч ХК Болцана освојио је титулу првака Италије у сезони 2011/12, односно титулу првака ЕБЕЛ лиге у сезони 2013/14. У екипи Болцана игра од 2010. године.
Члан је сениорске репрезентације Италије за коју је дебитовао на светском првенству 2008. године. 